# Pragmática Sanción
Una pragmática sanción (latín: Pragmatica Sanctio), genéricamente, es un decreto solemne de un soberano sobre un asunto de importancia primordial con fuerza de ley fundamental.
Se tienden a imponer pragmáticas sanciones en momentos en que la situación teóricamente ideal es insostenible y se requiere un cambio de reglas.

## Imperio romano
Al final del Imperio romano, las pragmáticas sanciones eran constituciones imperiales que se referían a importantes temas de interés general, promulgadas a petición de un alto oficial y que entraban en vigor tan pronto como eran firmadas.

## Antigüedad tardía y Alta Edad Media
En el período de la Antigüedad tardía y Alta Edad Media la más conocida fue la publicada al final de la Guerra gótica (535-554) por el emperador Justiniano a petición del papa Vigilio, para significar el regreso de Italia al dominio directo del imperio.

## Sacro Imperio Romano Germánico
En la historia tardía del Sacro Imperio Romano Germánico, se refería más concretamente a un edicto emitido por el Emperador.
Cuando se utiliza como nombre propio y no se menciona el año, suele referirse a la Pragmática Sanción de 1713, un mecanismo legal diseñado para garantizar que el trono austriaco y las tierras de los Habsburgo fueran heredados por la hija del emperador Carlos VI, María Teresa.

## España
Es la pragmática promulgada por el rey de España que incumbe a aspectos fundamentales del Estado, regulando cuestiones tales como la sucesión dinástica u otras. Suelen identificarse por la fecha en que fueron sancionadas. Se trata de una prerrogativa legislativa que utiliza la Corona española desde la Edad Media para aprobar normas cuya sanción corresponde a las Cortes, cuando éstas no lo hubieran hecho.

## Principales pragmáticas sanciones históricas
Entre las que han adquirido notoriedad histórica pueden destacarse las siguientes:
- Pragmática Sanción de 554, dictada por el emperador Justiniano I.
- La así llamada Pragmática Sanción de 1269, que habría emitido el rey Luis IX de Francia, un documento falso elaborado por la cancillería francesa en el siglo XV.
- Pragmática Sanción de 1438 (Bourges), dictada por Carlos VII de Francia.
- Pragmática Sanción de 1549, dictada por Carlos I de España, estableciendo las Diecisiete Provincias.
- Pragmática Sanción de 1567, antimorisca, dictada por Felipe II de España.
- Pragmática Sanción de 1713, dictada por el Emperador Carlos VI.
- Pragmática Sanción de 1767, dictada por Carlos III de España, para la expulsión de los jesuitas de España.
- Pragmática Sanción de 1776, dictada por Carlos III de España, sobre matrimonios desiguales.
- Pragmática Sanción de 1783, dictada por Carlos III de España sobre los gitanos.
- Pragmática Sanción de 1789, dictada por Carlos IV pero promulgada por su hijo Fernando VII en 1830.
- Pragmática Sanción de 1830, promulgada por Fernando VII de España derogando el Reglamento de sucesión de 1713.